# Miguel Ángel Russo
Miguel Ángel Russo (Lanús, 9 april 1956) is een Argentijns trainer en voormalig voetballer. 
Russo speelde zijn volledige carrière voor Estudiantes. In 1982 en 1983 won hij de landstitel. Hij speelde ook een aantal wedstrijden voor het nationale elftal en werd door bondscoach Carlos Bilardo opgeroepen voor de kwalificatie voor het WK 1986. Echter door enkele blessures geraakte hij niet op het toernooi zelf, dat de Argentijnen uiteindelijk wonnen. 
Na zijn spelerscarrière werd hij trainer. Hij hielp Estudiantes en Lanús met promotie naar de hoogste klasse. Zijn eerste titel vierde hij in 2005 met Vélez Sarsfield. In 2006 maakte hij de overstap naar Boca Juniors, waarmee hij de Clausura van 2007 en de Copa Libertadores 2007 won. 
1 Rossi ·
2 López ·
4 Weigandt ·
5 Zambrano ·
6 Rojo ·
8 Cardona ·
9 Orsini ·
11 Salvio ·
13 García ·
14 Rolón ·
16 Molinas ·
17 Advíncula ·
18 Fabra ·
19 Barco ·
20 Ramírez ·
21 Campuzano ·
22 Villa ·
23 González ·
24 Izquierdoz  ·
26 Fernández ·
29 Briasco ·
30 Zeballos ·
31 Pavón ·
32 Almendra ·
33 Varela ·
34 Obando ·
36 Medina ·
37 Sández ·
38 Vázquez ·
Coach: Russo